# Ullerød (Hørsholm)
 For alternative betydninger, se Ullerød. (Se også artikler, som begynder med Ullerød)
Ullerød er en del af Hørsholm byområde. Oprindelig var Ullerød en landsby, men anlæggelsen af Kystbanen medførte, at området efterhånden blev udstykket og bebyggelsesmæssigt forenet med Hørsholm, Usserød og Rungsted.

## Historie
Ullerød stammer fra middelalderen, omtalt som Vlfruth i 12. århundrede. Endelsen -rød viser, at der er tale om en rydningsbebyggelse. I 1682 var Ullerød en landsby bestående af 4 gårde med et samlet dyrket areal på 130,8 tønder land skyldsat til 33,80 tønder hartkorn. Ullerød hørte under Hørsholm Birk.
I 1897 anlagdes Kystbanen, som kom til at gå tværs igennem ejerlavet og tværs igennem landsbyens gamle område. Senere anlagdes to stationer, Kokkedal Station og Nivå Station, henholdsvis syd og nord for ejerlavet. Det var dog først efter kommunalreformen i 1970 at ejerlavet for alvor blev inddraget i byudviklingen. Frem til da opstod Jellerød samt Jellerød Have i tilknytning til Kokkedal Station og Nivå stationsby ved Nivå Station. Efter 1970 blev efterhånden hele den sydlige del af ejerlavet op til den gamle landsbys område udbygget som en del af Kokkedal byområde, som igen var en del af Hørsholm byområde.
Den massive udbygning af Kokkedal medførte, at Hovedstadsrådet i Regionplanredegørelse 1989/3 for det åbne land udpegede hele området nord for byen til Nivå som kystkile og regionalt udflugtsområde. Området ved Nivå Bugt var blevet fredet i 1950 og store dele af Kokkedal slots jorder i 1977, og området mellem Nivå og Kokkedal blev fredet i 1988.